# Louis Olinde
Louis Franklin Olinde (* 19. März 1998 in Hamburg) ist ein deutscher Basketballspieler. Er steht seit Sommer 2025 bei Bàsquet Manresa unter Vertrag. Olinde misst 2,05 m und kommt sowohl als Shooting Guard wie auch als Flügelspieler zum Einsatz.

## Karriere
Olinde, der als Jugendlicher auch Schwimmsport betrieb, begann seine Laufbahn in der Jugendabteilung des BC Hamburg. Ab 2011 spielte er zusätzlich für die Piraten Hamburg in der U16-Bundesliga JBBL, ab 2014 dann ebenfalls für die Piraten in der U19-Bundesliga NBBL.
Während der Saison 2013/14 wurde er erstmals in der Herrenmannschaft des BC Hamburg in der 2. Regionalliga eingesetzt und gehörte ab 2014 darüber hinaus zum Kader des SC Rist Wedel in der 2. Bundesliga ProB, kam in der dritthöchsten deutschen Spielklasse aber noch nicht zum Einsatz.
In der Spielzeit 2015/16 war Olinde aufgrund von Kooperationen für drei Mannschaften spielberechtigt: Die Piraten Hamburg (NBBL), SC Rist Wedel (2. Bundesliga ProB) sowie die Hamburg Towers (2. Bundesliga ProA). Für die Towers kam er in der betreffenden Spielzeit auf drei Pro-A-Kurzeinsätze, für den SC Rist absolvierte er 21 Pro-B-Partien, für die Piraten zudem neun Spiele in der NBBL.
Im Juni 2016 nahm Olinde in den Vereinigten Staaten am Top-100-Camp, einer Sichtungsveranstaltung der NBA, teil. Im selben Monat unterzeichnete er einen Vierjahresvertrag beim Bundesligisten Brose Baskets Bamberg und erhielt eine Doppellizenz für dessen Nachwuchsmannschaft, den Zweitligisten FC Baunach. Am ersten Spieltag der Saison 2016/17 gab Olinde in der Partie gegen Frankfurt sein Bundesligadebüt für Bamberg.
Im Spieljahr 2017/18 führte Olinde Baunach mit einem Punkteschnitt von 15,4 je Begegnung an und war damit zudem siebtbester Spieler der gesamten 2. Bundesliga ProA in dieser statistischen Kategorie. Im Frühjahr 2018 meldete sich Olinde zum Draft-Verfahren der NBA an, zog diese Anmeldung im Juni 2018 jedoch zurück. Ein Jahr später schrieb er sich abermals beim Auswahlprozedere der nordamerikanischen Liga ein, um seinen Namen dann erneut vorzeitig von der Liste streichen zu lassen.
Im Sommer 2020 unterschrieb er einen Dreijahresvertrag bei Alba Berlin, nachdem er seine statistischen Werte in der vorangegangenen Bundesliga-Saison 2019/20 auf 23 Minuten, 6,8 Punkte sowie 5,3 Rebounds je Begegnung gesteigert hatte. Im Juni 2021 wurde er mit Berlin deutscher Meister, war nach dem Viertelfinale bis zum Saisonende aber verletzungsbedingt nicht mehr eingesetzt worden. 2022 wiederholte Olinde mit den Berlinern den Gewinn des deutschen Meistertitels, im vorherigen Saisonverlauf gelang ebenfalls der Sieg im Pokalwettbewerb. In der Bundesliga erzielte er während der Saison 2021/22 in 29 Einsätzen Mittelwerte von 7,7 Punkten und 3,7 Rebounds je Begegnung.
2023 kam Olinde in der Sommerliga der NBA für die Phoenix Suns zum Einsatz, Anfang August 2023 verlängerte er seinen Vertrag mit Alba Berlin um drei Jahre. Im Sommer 2025 verließ er die Berliner und wechselte zu Bàsquet Manresa in die spanische Liga ACB.

## Nationalmannschaft
Im August 2014 nahm Olinde mit der deutschen U16-Nationalmannschaft an der Europameisterschaft in Lettland teil und kam während des Turniers zu neun Einsätzen in der Auswahl des Deutschen Basketball Bundes.
Im Frühjahr 2016 gewann er mit der U18-Nationalmannschaft das Albert-Schweitzer-Turnier, was bei der 28. Auflage der Veranstaltung den ersten Sieg des Gastgebers bedeutete. Bei der U18-EM im Dezember 2016 verbuchte er im Schnitt 5,0 Punkte sowie 5,2 Rebounds pro Spiel und wurde mit der deutschen Mannschaft Vierter. Im Juli 2017 nahm Olinde an der U19-Weltmeisterschaft in Kairo teil und kam mit der DBB-Auswahl auf den fünften Platz. In sieben Turnierspielen bilanzierte er im Schnitt 9,4 Punkte, 5,3 Rebounds sowie 3,6 Korbvorlagen je Begegnung.
Anfang Juni 2018 wurde er in die U20-Nationalmannschaft berufen und errang mit dieser im Folgemonat Bronze bei der Heim-EM in Chemnitz. Olinde erzielte im Turnierverlauf durchschnittlich 7,3 Punkte sowie sieben Rebounds und 1,9 Korbvorlagen pro Begegnung. 2019 wurde er in die deutsche A2-Nationalmannschaft und Anfang Februar 2020 erstmals in die A-Nationalmannschaft berufen. Sein erstes A-Länderspiel bestritt Olinde im Februar 2020 in Vechta gegen Frankreich. Im Vorfeld der Olympischen Spiele 2024 gehörte er zum deutschen Aufgebot, gehörte aber nicht zu den zwölf Spielern, die Bundestrainer Gordon Herbert für Olympia berief.

## Erfolge und Auszeichnungen

### Als Vereinsspieler
- Deutscher Meister 2017 (mit Brose Bamberg), 2021, 2022 (mit Alba Berlin)
- Deutscher Pokalsieger 2017 (mit Brose Bamberg), 2022 (mit Alba Berlin)

### Als Nationalspieler
- Sieger Albert-Schweitzer-Turnier: 2016
- Bronze U-20-Basketballeuropameisterschaft: 2018

### Auszeichnungen
- Berufung ins All-Star-Team der U19-Bundesliga NBBL 2016[34]

## Persönliches
Sein Vater Wilbert Olinde gewann mit der University of California (UCLA) 1975 die NCAA Division I Basketball Championship und wurde mit dem SSC/ASC Göttingen zwischen 1980 und 1985 dreimal Deutscher Meister sowie zweimal DBB-Pokalsieger. Louis’ Mutter Ursula spielte Basketball in der zweiten Bundesliga.
Olinde ist eine der Hauptfiguren des Dokumentarfilms Starting 5, der im Frühjahr 2017 ins Kino kam.